# كريستينا فيلدمان
كريستينا فيلدمان (بالبولندية: Krystyna Feldman)‏ (و. 1916 – 2007 م) هي ممثلة من بولندا . ولدت في لفيف .
توفيت في بوزنان .بسبب سرطان الرئة .

## روابط خارجية
- كريستينا فيلدمان على موقع IMDb (الإنجليزية)
- كريستينا فيلدمان على موقع ألو سيني (الفرنسية)
- كريستينا فيلدمان على موقع أول موفي (الإنجليزية)
- كريستينا فيلدمان على موقع قاعدة بيانات الأفلام السويدية (السويدية)
- كريستينا فيلدمان على موقع قاعدة بيانات الفيلم (الإنجليزية)
- كريستينا فيلدمان على موقع كينوبويسك (الروسية)